# Kulturhaus Obhausen

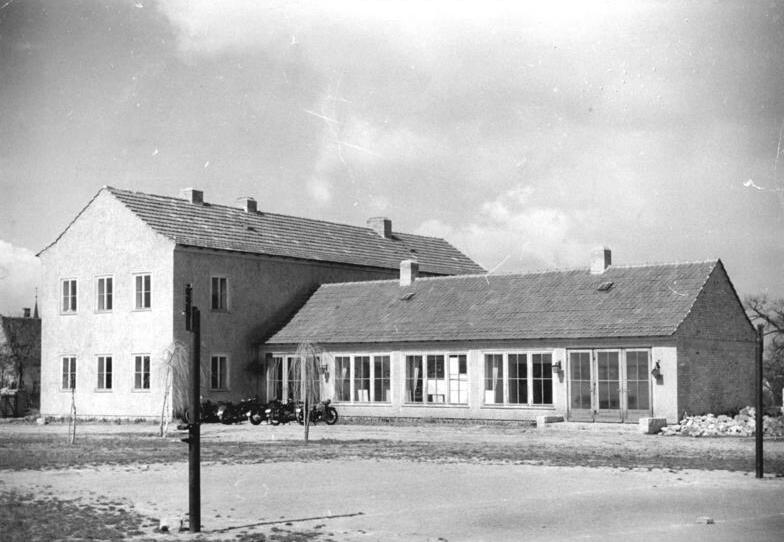
Kulturhaus Obhausen (1955)

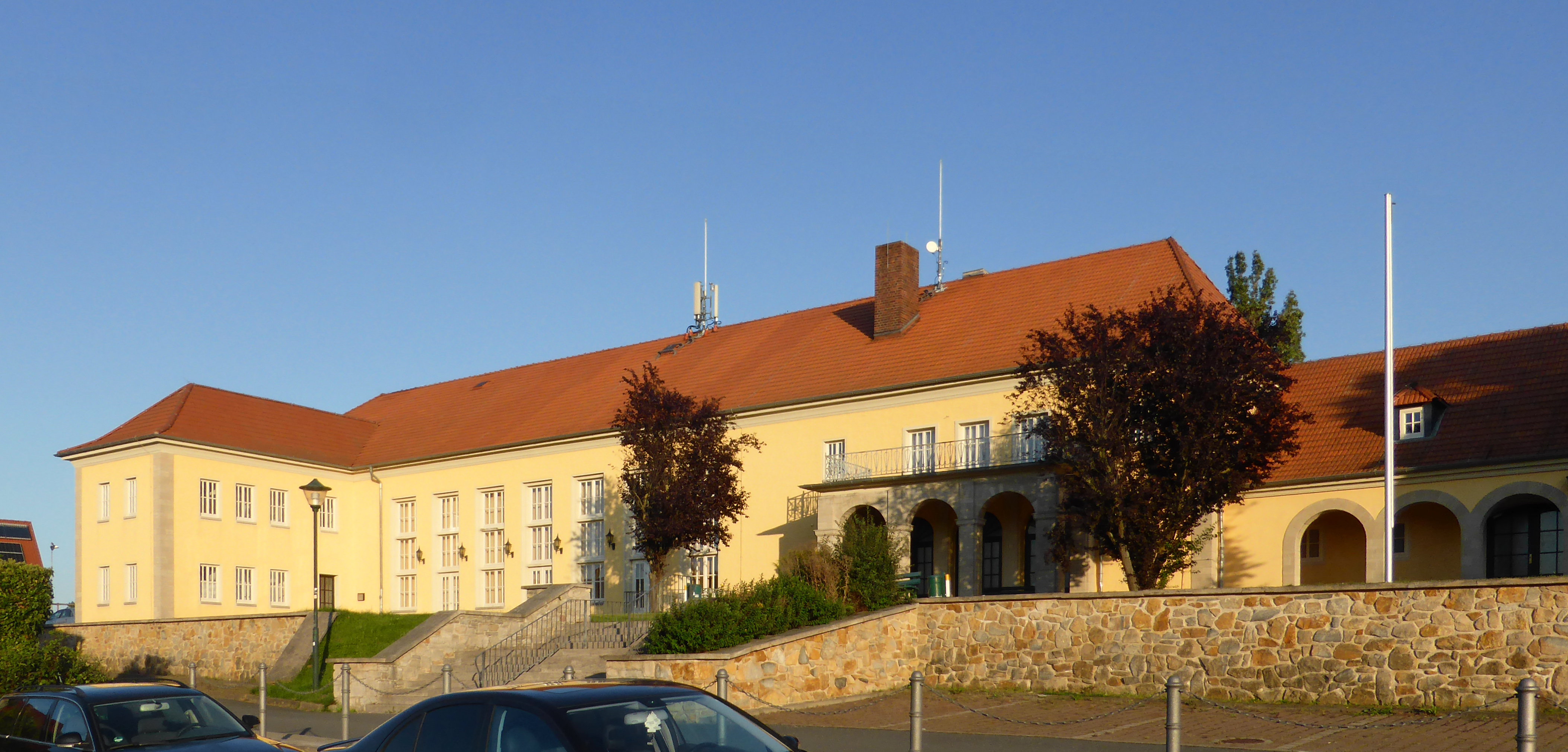
Kulturhaus Obhausen (2023)

Das Kulturhaus Obhausen ist ein denkmalgeschütztes Gebäude in der Gemeinde Obhausen in Sachsen-Anhalt. Im örtlichen Denkmalverzeichnis sind die Gebäude unter der Erfassungsnummer 094 65511 als Baudenkmal verzeichnet.
Das Kulturhaus an der Adresse Hallesche Straße 24 wurde 1950 errichtet. In der Anfangszeit handelte es sich um zwei Gebäude der Maschinen-Traktoren-Station Wilhelm Pieck, die im rechten Winkel zueinander standen. In den Jahren 1955 bis 1957 entstand nach Plänen des Architekten Walter Brandt im Anbau der große Theatersaal mit Bühne und Filmvorführraum, eine bedeutende Erweiterung des Kulturhauses. Des Weiteren befanden sich eine Gaststätte und Kulturräume in dem Haus. Derzeit wird es größtenteils gewerblich genutzt.